# Adam Stefan Orłowski
Adam Stefan Orłowski herbu Lubicz (ur. w 1780 roku – zm. 2 sierpnia 1848 roku) – marszałek szlachty powiatu płoskirowskiego, kawaler maltański (w zakonie od 1807 roku), kawaler Honoru i Dewocji w Wielkim Przeoracie Katolickim w Rosji, hrabia.